# Amiga A570

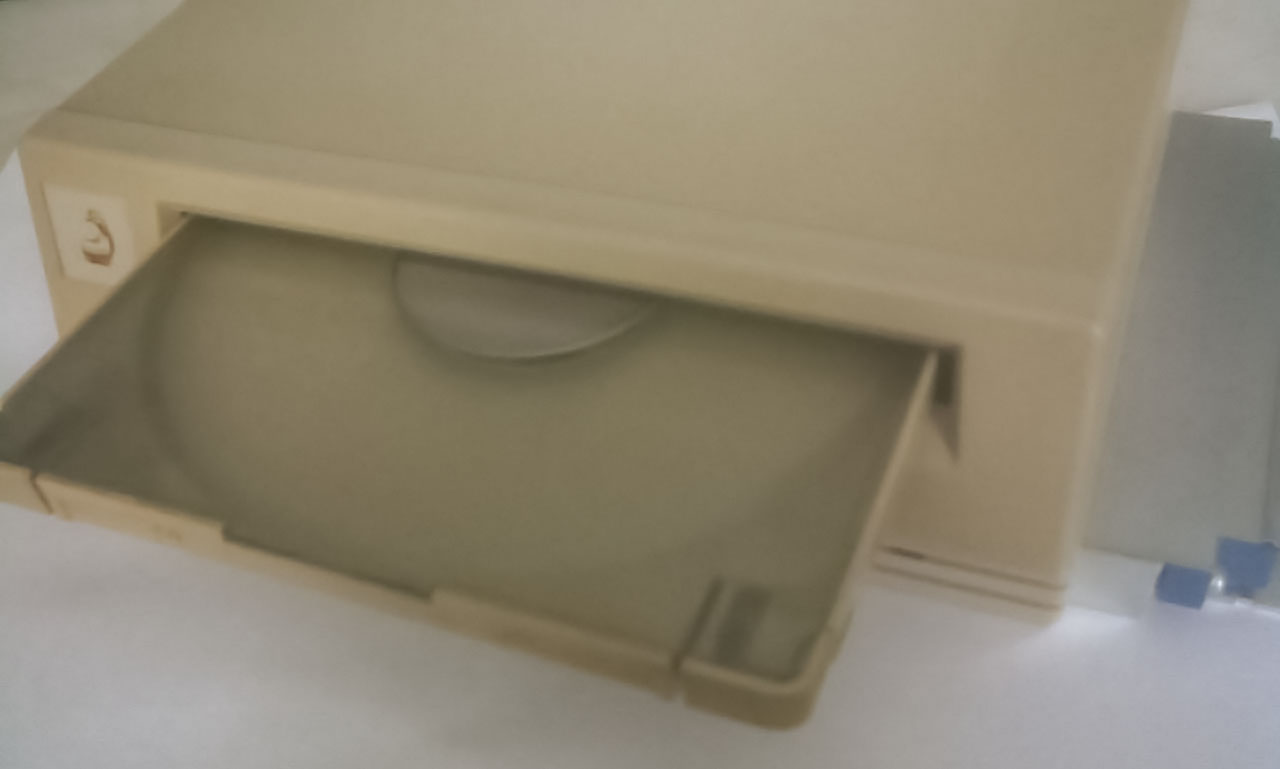
A570 meghajtó kitolt CD-tokkal

Az Amiga A570 egy egyszeres sebességű CD-ROM meghajtó, melyet az Amiga 500 (A500), illetve az Amiga 500 Plus (A500+) számítógépekhez adott ki a Commodore 1992-ben. Úgy tervezték, hogy kompatibilis legyen a Commodore CDTV szoftvereivel, valamint legyen képes sima ISO 9660 formátumú CD-lemezek olvasására is. Az A500 oldalsó bővítőportjára csatlakoztatható és a hátulján lehetőség van opcionális bővítő cartridge-ok behelyezésére. Saját tápegységgel rendelkezik.

## Elnevezés
A periféria eredeti neve, egészen az utolsó prototípusig Amiga 690 volt. A gyártás előtti mintadarabok mind ezen a néven mentek ki a fejlesztőkhöz. A névcsere okát annak idején nem részletezték, ugyanakkor vélhetően nem akartak zavart a folyamatban lévő és később Amiga 600-ként kiadott modellel.

## Megjelenés körülményei
Az A570 megjelenésekor a használatához szükséges A500+ modell már kifutott termék volt, nem gyártották. Az A570 mellett egy másik, A670-nevű terméket is terveztek Amiga 600-hoz (PCMCIA, más néven PC Card, CardBus aljzatba csatlakoztathatóan), először 1992 májusi, majd decemberi megjelenéssel, de utóbbi végül sosem került piacra. Létezett tehát egy kifutott termékhez kiadott periféria, mely semelyik akkor piacon lévő, illetve jövőben tervezett Commodore termékkel nem volt kompatibilis. Ezt a marketing döntést egyetlen tény indokolhatta, mégpedig az, hogy milliós tételben használtak akkor még A500, illetve A500+ modelleket, melyek modern adattároló perifériával való bővítésére valós igény mutatkozott.

## Felépítés
Az A690/A570 a Mitsumi szabadalmi oltalom alatt álló CD-ROM interfészét implementálja, tehát nem IDE szabványú. Megtalálható benne egy 40-tűs tüskesor, melynek révén összesen 2 MB fastrammal volt bővíthető az Amiga. Maga a Commodore nem adott ki ilyen bővítményt, azonban létezik más gyártók által kiadott memóriakártya és a későbbiekben is készült néhány megvalósítás.
Az Amiga A590-hez hasonlóan az A570 sem tartalmaz átmenő buszcsatlakozót, így nem lehetséges a két eszköz együttes használata. Az A590-re lehetséges külső SCSI optikai meghajtó csatlakoztatása, ugyanakkor CDTV emulációt nem tartalmaz. A CDTV piaci kudarca miatt azonban ez a legtöbb felhasználó számára nem volt valós hiányosság.

## Jellemzők
- Egyszeres sebességű CD-ROM olvasó, ún "caddy" CD-tokos megoldással
- Fejhallgató jackdugó az előlapon
- Az előlapi hangerőszabályozó a csatlakoztatott fejhallgató hangerejét állítja, a hátlapi csatlakozókét nem, mivel a koncepció az volt, hogy azok egy erősítőre csatlakoznak, melynek van salyát hangerőszabályozója.
- Sztereó hang be- és kimenet. A hangbemenet az Amiga 500 felől érkezik, míg a hangkimenet az A570-ből megy a hangszórók, illetve monitor felé.
- 40-tűs belső RAM interfész csatlakozó (2 MB fastram)
- Hátlapi bővítőhely SCSI interfész cartridge számára (pl. SCSI-TV/570,[9] Falcon 570[10]).
- A500-aséval megegyező külső tápegység

Az A570 a használatához nem igényelt hardver-illesztőprogramot (drivert). Az Amiga 500 szabványos bővítőportjának (lényegében egy Amiga Zorro busz interfész) autoconfig funkciója normál bővítőkártyaként érzékelte a perifériát csatlakoztatás után. A termékhez hozzáadott "A570 Tools" címkéjű floppy lemezen elérhető volt Audio CD-k lejátszására alkalmas ingyenes (public domain) szoftver, továbbá az akkor már létező Aminet is tartalmazott ilyet letölthető formában.